# Consejo Social
El Consejo Social es un órgano relativamente nuevo dentro de la Historia de la Universidad española. Nacido en los años 80, con la promulgación de la Ley de Reforma Universitaria -LRU- (1983), y reforzado por la Ley Orgánica de Universidades -LOU- (2001), su definición es constituirse como un punto de encuentro entre la sociedad y la Universidad. En la práctica es un órgano externo a la comunidad universitaria que controla y vigila las actividades económicas de la Universidad. Según la LOU, está formado por tres miembros natos de la universidad (rector, secretario general y gerente), tres representantes del Consejo de Gobierno de la Universidad (un profesor, un estudiante y un PAS) y por una representación de las fuerzas políticas, empresariales y sindicales de la zona territorial donde la Universidad tenga implantación. Su presidente es designado y nombrado por el Gobierno de la comunidad autónoma donde la Universidad tenga su sede. 
Entre sus competencias destaca la aprobación de la liquidación presupuestaria anual de la Universidad, la aprobación del presupuesto anual, a propuesta del Consejo de Gobierno de la Universidad, la implantación de titulaciones oficiales de grado y posgrado y aquellas cuestiones relacionadas con la colaboración de la Universidad con empresas o instituciones.